# Église Saint-Laurent d'Arvieux
Pour les articles homonymes, voir Église Saint-Laurent.
L'église Saint-Laurent est une église située à Arvieux dans les Hautes-Alpes, en France.
Elle est classée au titre des monuments historiques depuis 1914.